# Černochov
Černochov – wieś (obec) na Słowacji położona w kraju koszyckim, w powiecie Trebišov. Pierwsze wzmianki o miejscowości pochodzą z roku 1298. 
Według danych z dnia 31 grudnia 2012, wieś zamieszkiwały 203 osoby, w tym 117 kobiet i 86 mężczyzn.
W 2001 roku pod względem narodowości i przynależności etnicznej 22,81% mieszkańców stanowili Słowacy, a 77,19% Węgrzy.
Ze względu na wyznawaną religię struktura mieszkańców kształtowała się w 2001 roku następująco:
- Katolicy rzymscy – 5,26%
- Grekokatolicy – 1,75%
- Prawosławni – 0,88%
- Ateiści – 2,63%
- Nie podano – 0,44%